# Conferència Nacional Catalana
La Primera Conferència Nacional Catalana es va celebrar a la ciutat de Mèxic de l'11 al 13 de setembre de 1953. Pretenia unificar tot el nacionalisme radical català de totes les tendències democràtiques d'arreu dels Països Catalans, sota l'impuls de Josep Maria Batista i Roca. Se n'encarregà el Secretariat de la Comissió Organitzadora, compost per Salvador Armendares i Torrent, Marian Roca, Miquel Ferrer Sanxis, Manuel Alcàntara i Gusart i Dolors Bargalló i Serra, als quals es van unir José Luis Irisarri (delegat del govern d'Euzkadi a Mèxic) i Rogelio Rodríguez de Bretaña (delegat del Consello de Galiza). Entre els que s'hi han adherir, hi havia 67 centres, organitzacions i partits polítics, diverses revistes i personalitats a títol individual. D'ella en sorgiria la proposta de formació del Consell Nacional Català.
Es va intentar la celebració d'una Segona Conferència Nacional Catalana a Mèxic el juny del 1966, però la participació fou gairebé testimonial. Només destacà per la redacció dels Drets de la Nació Catalana, referents a l'autogovern, l'autodeterminació i la unitat dels Països Catalans.

## Participants i adherits[1]
- Partits polítics
  - Grop Nacionalista Radical (Salvador Carbonell i Puig i Pere Claver)
  - Estat Català (Josep Maria Xammar)
  - Esquerra Republicana de Catalunya (Salvador Armendares i Dolors Bargalló i Serra)
  - Acció Catalana (Ramon Peypoch i Pich)
  - Moviment Social d'Emancipació Catalana (Miquel Ferrer i Sanxis, Abelard Tona i Nadalmai)
  - Unió Democràtica de Catalunya
  - Grup de Catalans de Mèxic (Sebastià Bru)
- Associacions i revistes:
  - De Mèxic, La Nostra Revista i Pont Blau
  - De Xile, Germanor i Noticiari Català
  - De Buenos Aires, Ressorgiment i Afany
  - De París, Vincle
  - De l'Havana, La Nova Catalunya
  - D'Angulema, Mai no morirem
- Personalitats a títol individual
  - Manuel Serra i Moret (USC)
  - Pau Casals i Defilló
  - Carles Pi i Sunyer
  - Hipòlit Nadal i Mallol
  - August Pi i Sunyer
  - Joan Sauret i Garcia
  - Antoni Trias i Pujol
  - Josep Tomàs i Piera
  - Josep Conangla i Fontanilles
  - Jaume Miravitlles i Navarra
  - Lluís Esteva i Cruañas
  - Manuel Galès i Martínez